# Jedrska artilerija
Jedrska artilerija tudi nuklearna ali atomska artilerija je način dostave taktičnega jedrskega orožja s pomočjo topa ali pa raket kratkega dosega. V sodobnem času se večinoma uporablja drugačne načine kot npr. manevrirni izstrelki ali pa letala.

## Ameriška jedrska artilerija
- MGR-1 Honest John raketa z bojno glavo W7, 1953
- M65 Atomski top za dostavo 280mm projektila W9 ali W19, 1953
- MGM-5 Corporal raketa z bojno glavo W7, 1955
- M110 havbica s 203mm bojno glavo W33, 1957
- M115 havbica s 203mm bojno glavo W33, 1957
- M-28/M-29 Jedrska puška Davy Crockett bojna glava, 1961–71
- MGM-18 Lacrosse raketa z jedrsko bojno glavo, 1959 do 1963.
- M109 havbica, M114 155 mm havbica in M198 havbica s 155mm vojno glavo W48, 1963
- MGM-29 Sergeant raketa z bojno glavo W52, 1963
- MGM-31 Pershing raketa z bojno glavo W50, 1969
- MGM-52 Lance raketa z bojno glavo W70, 1972
- Pershing II raketa z bojno glavo  W85, 1983

## Sovjetska jedrska artilerija
- T5 Luna (NATO FROG) raketa
- T7 (NATO SS-1 Scud) raketa
- TR-1 Temp (NATO SS-12 Scaleboard) raketa
- OTR-21 Točka (NATO SS-21 Scarab) raketa
- R-400 Oka (NATO SS-23 Spider) raketa
- 152 mm projektil za 2S19 Msta-S, 2S3 Acacia, 2S5 Giatsint-S, , 2A36 Giatsint-B, and 2A65 Msta-B
- 180 mm projektil ZBV1 za S-23, MK-3-180 največji doseg 45 km.
- 203 mm projektilZBV2 za samohodno 2S7 Pion, in havbico B-4M, doseg 18 km do 30 km.
- 240 mm projektil ZBV4 ta možnar M-240 in samohodnega 2S4 Tulip. Največji doseg 9,5 km, 18 km z raketnim motorjem